# 西凉州 (元朝)
西凉州，元朝时设置的州。
至元十五年（1278年）降西凉府置，治所在今甘肃省武威市。辖境即今甘肃省武威市。明朝洪武九年（1376年），改为凉州卫。